# Vanderbijlpark
Vanderbijlpark is een industriestad, gelegen aan de Vaalrivier in de Zuid-Afrikaanse provincie Gauteng. Samen met Vereeniging en Sasolburg maakt Vanderbijlpark deel uit van de zogeheten Vaaldriehoek, een groot industrieel gebied in Zuid-Afrika. Het dorp valt binnen de grenzen van het district Sedibeng en wordt bestuurd door de gemeente Emfuleni. Inmiddels heeft Vanderbijlpark bijna 100.000 inwoners.
Enkele omliggende dorpen zijn Boipatong, Sebokeng en Sharpeville.

## Stedelijke regio
Samen met Vereeniging en Sasolburg vormt Vanderbijlpark de Vaaldriehoek. Dit is een belangrijk industriegebied in Zuid-Afrika voor onder meer ijzer, staal, olie en kolen.